# Берд, Эндрю
Эндрю Берд (англ. Andrew Bird; род. 17 марта 1967, Греймут, Новая Зеландия) — рулевой сборной Новой Зеландии по академической гребле, завоевавший олимпийскую бронзовую медаль на Летних Олимпийских играх 1988 года в Сеуле. В четвёрке вместе с ним были Джордж Кейс, Грегом Джонстоном, Иан Райт и Крис Уайт.
Родился в Греймут, Новая Зеландия в 1967 году.
В 1986 году завоевал серебряные медали в четвёрке на Играх Содружества в Эдинбурге и на чемпионате мира по гребле в Ноттингеме.
Теперь он женат и живёт в Веллингтоне, где является директором начальной школы.